# スカイウェイ・グループ
スカイウェイ・グループは、ベラルーシ・ミンスクに本拠地を置く鉄道車両の開発製造と、金融・投資業などを行う企業グループ。
2018年、ドイツやリトアニア他5か国から「金融業者として登録されていないため、自国でスカイウェイのサービス提供は許可できない。」と言及され、同社が行っていた詐欺疑惑について警告されている。

## 概要
スカイウェイ・グループは、無人高架鉄道車両を主張する「ストリング・トランスポート」と呼ばれる技術を開発。
これは、張力を与えたワイヤーロープを移動する方式であり、1時間あたり最大50,000人の乗客を運ぶ新型の小型高架ライトレール輸送機関として登場した。建設コストはモノレールの約10分の1、運行コストはモノレールの約5分の1になるとされる
しかし2017年、スカイウェイ・グループが実際にシステム構築を実行できるかについて政府当局者が疑問を提起、潜在的な詐欺行為について投資家に警告を行った。鉄道車両は最高時速500km/hに達し、費用は地下鉄より20%安くなるという主張の根拠が乏しいとされた。また、スカイウェイはこの技術により二酸化炭素や窒素酸化物、粒子状物質の排出が最小限に抑えられると主張したが、それらも実証されなかった。
スカイレールは、ベラルーシにあるスカイウェイ・エコテクノパークと、アラブ首長国連邦にあるスカイウェイ・イノベーションセンターで試験走行を行っていた。

### 歴史

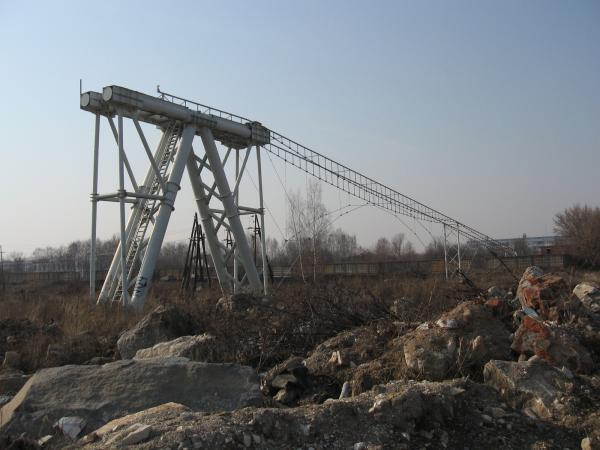
2001年にロシアのオジョリで建設されたスカイウェイの実験線。実験終了後に解体された。

2001年、スカイウェイの実験線がロシアモスクワ州のオジョリに建設された。路線の許容荷重は、鉄製の台車と線路の試験を実施した後、解体された。2008年にモスクワ国立鉄道工学大学によって「実現可能性は殆どなく、安全性も不十分」と評価された。
スカイウェイグループは2015年10月、「スカイウェイ」技術を実証するため、ミンスクから約70kmに位置するマルジナ・ホルカに「エコテクノパーク」の建設を開始した。
2016年に、この技術を評価したロシア政府の委員会は、「革新的ではあるが、理論上に過ぎない」と評価した。この技術の試作機は、2017 年に102km/hを達成した。
2018年8月のエコフェスでは、最大定員48名の大型車両用、14名の中型車両用、6名の小型車両用の3種類の軌条が展示された。 
2019年8月のエコフェスでは、スカイウェイの試作車両に乗車することができた。
2018年10月、スカイウェイ・テクノロジーズはシャルジャ研究技術革新パーク と、プロジェクトの施設内に試験路線を建設することで合意した。
2019年10月、同社は懸垂輸送システムの実験を開始、長さ400mの軌道で旅客車両の実証実験を行った。

## 導入

### 社内体制
スカイウェイ・グループは多数の子会社体制により、技術の確立を目指している。プロジェクト資金調達のため、2014 年にセントルシアに登記された「スカイウェイ・キャピタル」が進捗管理を行うほか、ロンドンの「スカイウェイ・インベストメント・グループ・インターナショナル」なども所有し、スカイウェイ・プロジェクトの資金確保を行っている。
スカイウェイ・グループはベラルーシで設立されており、ロンドン、イギリス領ヴァージン諸島、セントルシアなどに登記されている「ユーラシアンレール・スカイウェイ・システムズ・ホールディング」「ファースト・スカイウェイ・インベスト・グループ」「グローバル・トランスポート・インベストメント」などといった企業も、ミンスクの本社ビル に実態が存在する状態となっている。またスカイウェイ・グループが、世界中で不審な投資勧誘を行っていることが問題視されている。

### 市場

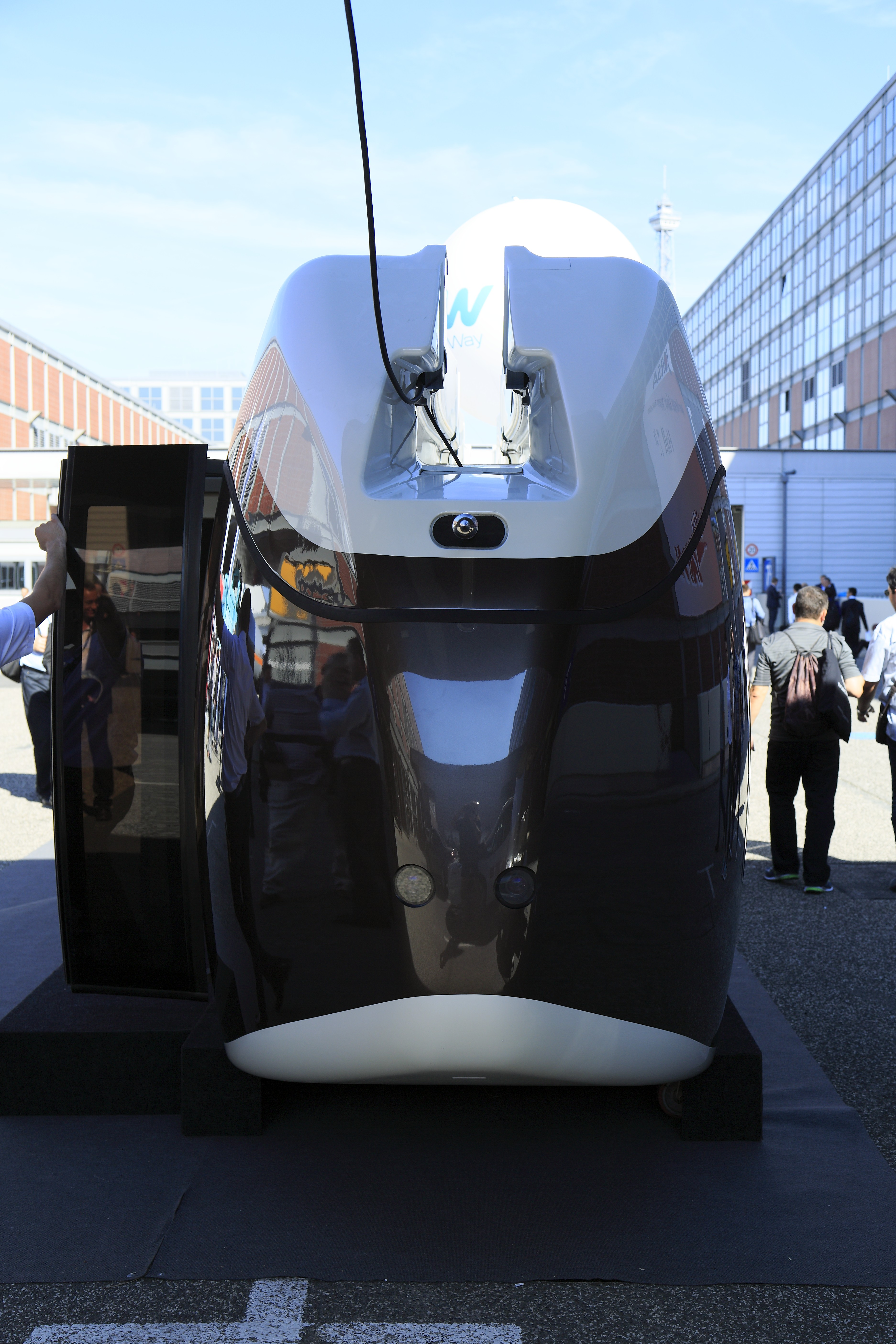
スカイウェイ・グループは、2018 年にベルリンで開催された イノトランスで車両展示を行った。

ベラルーシのエコテクノパークでのデモンストレーションモデルに加えて、同社は第3回シンガポール国際交通会議展示会などの見本市でその技術を展示した。スカイウェイ・グループは、主に小規模投資家に自社のテクノロジーへの投資を促進することをアピールしている。
スカイウェイ・グループは、ウェブサイトやソーシャルメディアや、クラウドファンディングなどを利用して投資家を募集しており、電話勧誘販売、連鎖販売取引など、スカイウェイ・グループがテレビや新聞などの広告で自社の技術をアピールしていることも報告されている。これらの投資サービスはソーシャルメディアを通じて提供されている。
「スカイウェイ・インベスト・グループ」は情報商材の取り扱いを開始し、「投資教育パッケージ」として販売していた。イタリア証券取引委員会は、この情報商材の宣伝を行うと、「ギフト券」の贈呈が行われること判明したため、2018年2月のIPOの際にこれらの投資商品の販売と宣伝広告を禁止した。

### 建設構想・導入検討がある地域
オーストラリア、インド、インドネシア、イタリア、リトアニア、スロバキアなどの国がスカイウェイ・グループとの交渉を開始したが、安全性や投資詐欺疑惑への影響から、ほとんどで交渉中止、または延期されている。
プロジェクトはベラルーシとアラブ首長国連邦で実施され、アラブ首長国連邦では後に導入に向けた交渉が行われている。

#### リトアニア
リトアニアのシャウレイ市は、2014年にスカイウェイと投資協定を締結した。シャウレイ市長は後にスカイウェイ・グループと交渉したとして批判され、2014年末には交渉を中止するよう指示された。 リトアニア銀行は2014年、スカイウェイに対する投資家に警告する公式声明を発表した。同国の検事による捜査では、同社を訴追する証拠は見つからず、スカイウェイがリトアニア政府を相手取った訴訟は2018年に棄却された。

#### オーストラリア
2016年に南オーストラリア州のフリンダース大学で、1,300万オーストラリアドルで500メートルの路線建設構想の交渉を開始した。これにはインフラコンサルタントとしてスカイウェイで働いていた元州運輸大臣ロッド・フックの支援があったとされる。
だが2018年8月、フリンダース大学は自動運転バスを選択し、スカイウェイとの交渉は無期限延期とされた。

#### スロバキア
2016年7月、スロバキアでスカイウェイの技術を推進するため、ブラチスラヴァのスロバキア工科大学とスカイウェイは覚書を締結した。

#### インド
2017年5月、インド北部のヒマーチャル・プラデーシュ州において、都市開発大臣とスカイウェイグループとの間で覚書が締結された。
しかし、実態を持たない企業との契約締結と、スカイウェイの技術適合性が疑問視された。都市開発大臣は「適切な手続きを踏まずに覚書を締結した」として批判され、インドでの計画は延期された。

#### インドネシア
2017年9月、ジャワ島西部のインドネシア大学とキャンパス内に「スカイ・トレイン」を建設する覚書を締結した。
2017年12月、カリマンタンで提案されているプロジェクトに関する覚書がジャカルタで署名された。
2018年2月、交通分野の研究と改革促進のため、ジャワ島中部のガジャ・マダ大学と覚書を締結した。
しかし、不審な投資勧誘についてインドネシア国民からの告訴により、インドネシア金融サービス庁はスカイウェイ・キャピタルを違法企業に指定、インドネシア内の全ての交渉は中止または延期され、インドネシア子会社「PTスカイウェイ・テクノロジーズ・インドネシア」の活動も凍結された。

#### イタリア
2018年初めにイタリアで交渉が行われた。サンマリノ共和国国務長官は、2018年3月にベラルーシのエコテクノパークでサンマリノ-リミニ線の建設に関する覚書に署名した。シチリアのメッシーナ市長も、選挙活動を宣伝するためにスカイウェイの「空中路面電車」を利用した。地方政府やイタリア証券取引委員会によって提起された懸念により、サンマリノとメッシーナの交渉は、両方とも延期、または中止とされた。
2019年3月、イタリア・ロンバルディア州北西部のブリアンツァはスカイウェイを招待し、コローニョ・モンツェーゼとヴィメルカーテ間の構想の実現可能性を発表したが、その後の金融規制論争により、交渉は延期された。

#### アラブ首長国連邦
2018年10月、スカイウェイ・グループとアラブ首長国連邦のシャールジャ・リサーチ・テクノロジー・アンド・イノベーション・パークとの間で投資協定が締結され、そこにスカイウェイ試験場の建設に25haが割り当てられた。
2019年2月、ドバイ道路交通局は、ドバイで「スカイポッド」を開発するための覚書を「スカイウェイ・グリーンテック・カンパニー」と締結した。
2019年4月、アラブ首長国連邦の副大統領兼首相でドバイ首長であるムハンマド・ビン・ラーシド・アール・マクトゥームは、ドバイの重要スポットを結ぶ全長15キロメートル、21駅のスカイウェイの懸架交通システムを承認した。
2019年11月、アラブ首長国連邦最高評議会議員でシャールジャ首長であるスルターン・ビン・ムハンマド・アル＝カースィミーは、シャールジャ研究技術イノベーションパークで懸架式輸送システムのスカイウェイ・プロジェクトの実験段階の立ち上げに立ち会った。 

## 金融規制
ベルギー、リトアニア、エストニア、ラトビアの規制当局は、スカイウェイが各国で株式を発行する権限を持っていないことについて投資家に警告した。
2018年2月、イタリア証券取引委員会は、イタリア国民に対する特定のスカイウェイ投資商品の広告および販売を禁止した。
2019年5月、ドイツ連邦金融監督庁はスカイウェイ投資商品の一般向け公募を禁止した。
2019年8月、ニュージーランド金融市場局は、スカイウェイ・キャピタルとスカイウェイ・インベストメント・グループの詐欺疑惑について警告を発した。

## 批判
同社が投資を促進するために自社について掲載した情報について、公表された記事で懸念の声が上がっている。これらの懸念には、投資家に約束された非現実的な利益 、知的財産の価値、受賞歴、過剰な受注契約 、および出資実績などが含まれた。
特に批判は、提案されているスカイウェイ・プロジェクトに関する誤解を招く情報に関連しています。ベラルーシの人気ニュースポータル「Onliner.by」によると、モギリョフで提案されているプロジェクトについて、スカイウェイが行った主張は実際には虚偽であると報告され、クリミア半島、そしてインドで提案されているプロジェクトに関しても、同様の誤解を招いているとされた。
「Onliner.by」出版物による最初の批判記事は 2016年9月に発表され、当時マルジナ・ホルカに建設されていたエコテクノパーク試験施設についての批評だった。アナトリー・ユニツキーは、会社と評判に損害を与えたとして訴訟を起こした。ユニツキーは2017年6月に敗訴、被告が負担した費用の支払いを求められた。ユニツキーはこの解雇に対して控訴したが、棄却された。
2017年5月、ヴォルシスカヤ・コムナ新聞は、サマーラでの資金調達に使用された電話勧誘キャンペーンについて、情報ポータル「ヴォルガ・ニュース」に批判的な記事を掲載した。同社代表のアンドレイ・ホブラトフは、編集委員会を相手に訴訟を起こしたが、2018年3月に裁判所は原告敗訴の判決を下した。
2017年7月、クリミアの人気ニュース送信者 「Primechaniya.ru」は、セヴァストポリの支援されていないスカイウェイ・プロジェクトへの投資を促進する電話勧誘キャンペーンを批判する記事を掲載した。 その後の記事よると、クリミアでスカイウェイの代理人を務めたアンドレイ・ホブラトフによる法的脅迫、ミンスクとサマーラでの訴訟失敗に関する情報が含まれていたとされる。